# La Voivre, Haute-Saône
La Voivre är en kommun i departementet Haute-Saône i regionen Bourgogne-Franche-Comté i östra Frankrike. Kommunen ligger i kantonen Faucogney-et-la-Mer som tillhör arrondissementet Lure. År 2022 hade La Voivre 109 invånare.

## Befolkningsutveckling
Antalet invånare i kommunen La Voivre
| Referens: INSEE |